# Sovétskaia Retxka
Sovétskaia Retxka (en rus: Советская Речка) és un poble (possiólok) del krai de Krasnoiarsk, a Rússia, que en el cens del 2010 tenia 143 habitants.